# Asphondylia celsiae
Asphondylia celsiae är en tvåvingeart som beskrevs av Jean-Jacques Kieffer 1909. Asphondylia celsiae ingår i släktet Asphondylia och familjen gallmyggor. Inga underarter finns listade i Catalogue of Life.